# Francesc Oleo Carrió
Francesc Oleo Carrió (Ciutadella, 1779 - Palma, 1838) fou un metge menorquí. Es va doctorar en Medicina a Pisa (Itàlia) en 1796. El 1801 va enviar, des de Barcelona, el pus vaccínic per als nens mallorquins, motiu pel qual ha de ser considerat com l'introductor de la vacuna antivariòlica d'Edward Jenner a Mallorca. A més de la seva formació mèdica, també tenia estudis de física, química i matemàtiques, disciplina de la qual va ser nomenat catedràtic per l'Ajuntament en 1808.
Durant la dècada dels anys 20, va combatre les epidèmies de pesta de Son Servera, Artà i Palma, també la de febre groga de 1824, i va elaborar un pla curatiu sol·licitat per la Junta Superior de Sanitat de Catalunya. Pels seus mèrits va ser nomenat catedràtic de matemàtiques per la Diputació Provincial el 1820, examinador dels mestres superiors de primeres lletres (1822) i facultatiu de les Juntes de Greuges i Revisió per al Reemplaçament (1831 i 1835). Així mateix, va ser vocal de la Junta Superior de Sanitat (1821) i jutge de fet per als judicis d'impremta de la Diputació i de l'Ajuntament entre els anys 1821 i 1823.
Soci fundador de la Reial Acadèmia de Medicina i Cirurgia de Palma, en va ser elegit president el març de 1831 i es convertí en el primer president electe d'aquesta institució. En 1833 va fer lectura del discurs inaugural, titulat «Sobre la utilitat que resulta de l'establiment de les reials acadèmies mèdiques i quirúrgiques». També fou membre de la Societat Econòmica d'Amics del País des de 1834.
El 2004 va rebre a títol pòstum el Premi Ramon Llull.

## Obres
- Pla preservatiu i curatiu de les malalties contagioses de Son Servera i Artà (1820)
- Instrucció que haurà d'observar-se en l'execució del pla "de espurgo" i desinfecció de les cases (1821)